# Fredde Granberg
Fredrik Jörgen "Fredde" Granberg, född 11 november 1970 i Spånga församling i Stockholm, är en svensk skådespelare, manusförfattare, regissör, barnboksförfattare och ljudboksinläsare.

## Biografi
Fredde Granberg växte upp i Huddinge. Hans far är redaktören Ulf Granberg på serietidningen Fantomen. Som ung förekom Fredde Granberg frekvent som reklammodell i flera av de tidningar som hans far var redaktör för.

### 1990-talet
Granberg började karriären 1991 med TV-serien Sommarlov och Gerilla TV - Laijv tillsammans med Peter Settman och Gila Bergqvist. Det var i Gerilla TV - Laijv som figurerna Ronny och Ragge dök upp för första gången. Settman och Granberg fortsatte under 1990-talet att samarbeta i flera TV-serier, som Kosmopol, Megafon, Äntligen måndag, Egäntligen måndag, Stereo och Bara med Bruno. Genom årens lopp skapade de många karaktärer, till exempel Tratten och Finkel och Snutarna, men dessa figurer blev aldrig lika stora som Ronny och Ragge.

### 2000-talet

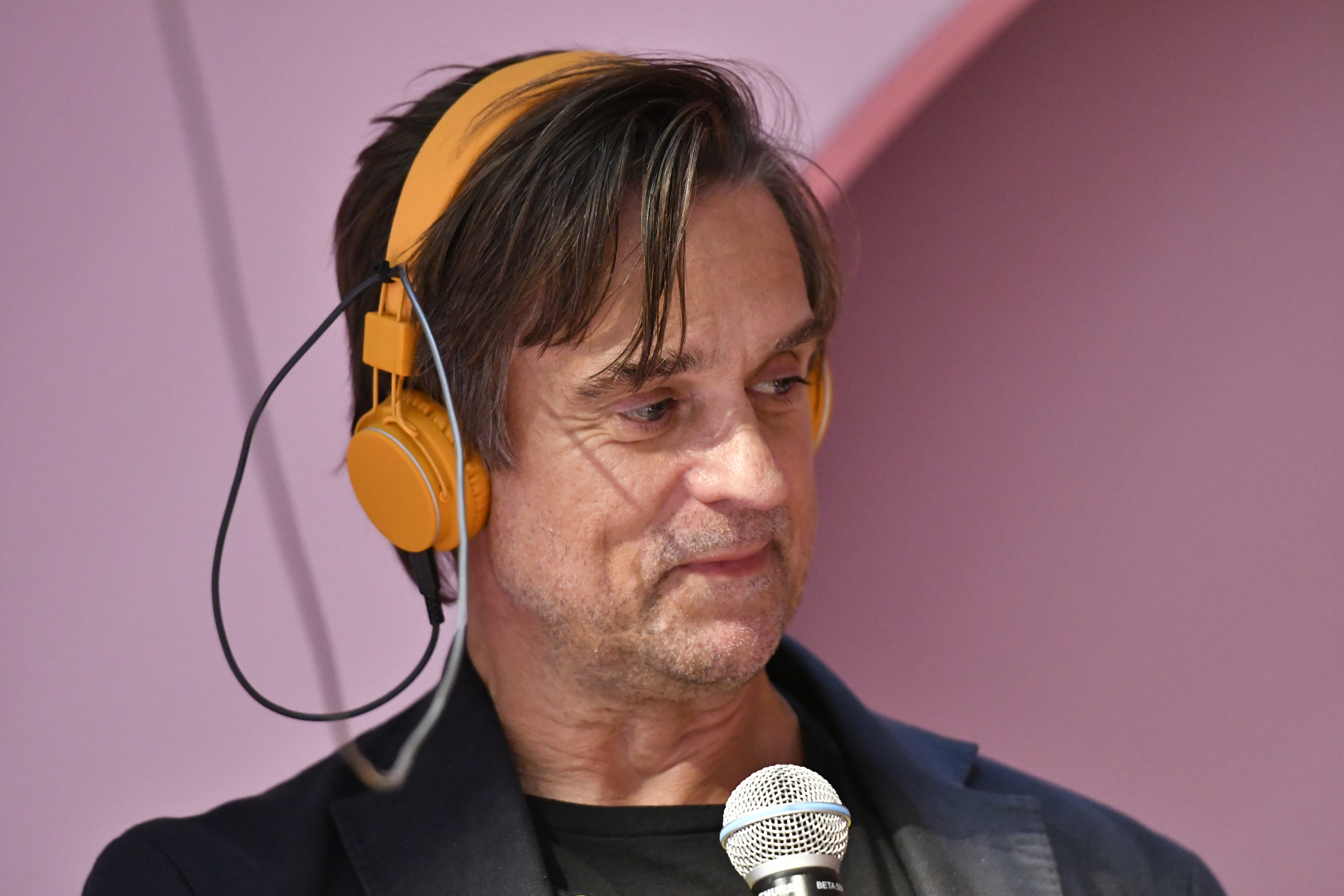
Fredde Granberg på bokmässan i Göteborg 2024.

Settman och Granberg gick skilda vägar i slutet av 1990-talet. Granberg började ett samarbete med artisten Markoolio och producerade flertalet av hans musikvideor, ett samarbete som fortsatte med bland annat barnprogrammet Dr Mugg. Han låg även bakom TV-serien Hem till Midgård och har producerat och skådespelat i en mängd andra produktioner.
Fredde Granberg har även skrivit en mängd barnböcker, bland annat Spökdeckarna och serierna om Elak och Pucko och Dr Mugg. Utöver detta har han även läst in ett antal ljudböcker.
Vid 26 års ålder drabbades Granberg av testikelcancer som han tillfrisknade från. Han är gift med Carola Granberg (född 1977), med vilken han fick tvillingdöttrar 2013. Han har även en dotter från ett tidigare förhållande.

## Producerade program
- Tulpanmysteriet
- Halloj Holland
- Ronny och Ragge
- Stereo
- Äntligen måndag
- Smask
- Bara med Bruno
- Snutarna
- Meganfon
- Egentligen måndag
- Tratten och Finkel
- Bröderna Fluff
- Sagan om den snarkande Törnrosa och 14 andra älskade sagor
- Hem till Midgård
- Dr Mugg
- Kommissarie Späck (regi)
- Barna Hedenhös uppfinner julen
- Familjen Rysberg
- Panik i Tomteverkstan
- Mer Panik i Tomteverkstan

### Film och TV-serier
- 1991 – Ronny och Ragge (TV-serie)
- 2000 – Vägen till El Dorado (röst som Tulio)
- 2003 – Hem till Midgård (TV-serie)
- 2006 – Vilddjuren (röst som koalan Nille)
- 2008 – Asterix på olympiaden (röst som Durus Musculus)
- 2016 – Milo - månvaktaren (röst som Sohone)
- 2016 – Husdjurens hemliga liv (röst som Duke)
- 2017 – Jakten på tidskristallen (TV-serie)
- 2018 – Helt perfekt (TV-serie)
- 2019 – Finaste familjen (TV-serie)
- 2019 – Heder (TV-serie)
- 2019 – Panik i tomteverkstan (TV-serie)
- 2020 – Fullt hus (TV-serie)

## Teater

### Regi (ej komplett)
| År   | Produktion | Upphovsmän                                         | Teater     |
| ---- | ---------- | -------------------------------------------------- | ---------- |
| 2008 | Sune       | Anders Jacobsson och Sören Olsson och Martin Landh | Göta Lejon |